# Adika Peter-McNeilly
Adika Peter-McNeilly (Scarborough (Ontario), 16 de abril de 1993) es un baloncestista canadiense que pertenece a la plantilla delos Edmonton Stingers de la Canadian Elite Basketball League. Con 1,91 metros de estatura, juega en la posición de escolta.

## Trayectoria deportiva
Es un base en la universidad de Ryerson. Tras no ser elegido en el Draft de la NBA de 2017, debutaría como profesional en Alemania, donde jugaría durante una temporada en las filas del MHP RIESEN Ludwigsburg, con el que promedió 7,8 puntos en 35 partidos de juego con una media de 22:34 minutos por encuentro. En las filas del MHP RIESEN Ludwigsburg consiguió el 3er puesto de liga y la clasificación para la Final Four de la Basketball Champions League.
En verano de 2018, cambia de equipo en la Basketball Bundesliga, para formar parte del Mitteldeutscher BC para jugar la temporada 2018-19.
En las siguientes temporadas, el canadiense jugaría en la LNB Pro B francesa con Lille Metropole y St.Chamond y en Rumanía con Costanta y Focsani.
En los períodos veraniegos es un habitual en la CEBL con los Edmonton Stingers, equipo con el lograría ser campeón en dos ocasiones (2020 y 2021), siendo elegido mejor sexto hombre de la competición (2021) y con el que disputa la Americas Basketball Champions League en 2022.
En la temporada 2022-23, se compromete con el CSM Focsani de la Liga Națională en el que promedió 14'1 puntos, 5'2 rebotes y 3'2 asistencias por encuentro.
El 27 de junio de 2023, firma por el Club Ourense Baloncesto de la Liga LEB Oro.